# Hrachoviště

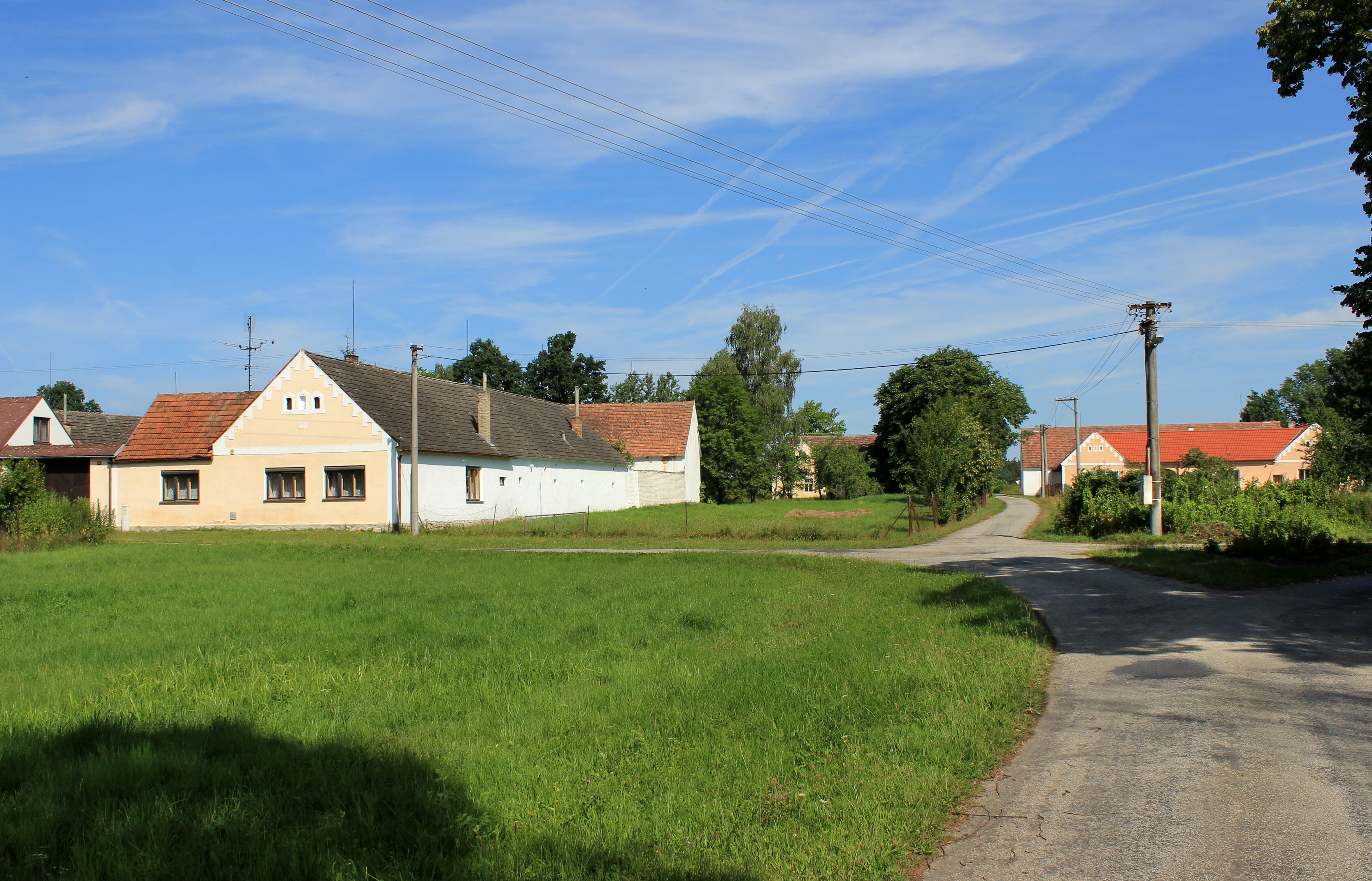
Dorfplatz

Hrachoviště (deutsch Hrachowischt) ist eine Gemeinde in Tschechien. Sie liegt 23 Kilometer südöstlich des Stadtzentrums von Budweis und gehört zum Okres Jindřichův Hradec.
Der Ort besteht aus 55 Häusern und beherbergt 81 Einwohner.

## Geographie
Hrachoviště befindet sich in der Ebene des Wittingauer Beckens am Hrachovištský potok. In der Umgebung befinden sich mehrere Fischteiche und Kanäle.
Nachbarorte sind Branná im Norden, Cep im Südosten, Lipnice im Süden, Kramolín im Südwesten, Kojákovice im Westen sowie Domanín im Nordwesten.

## Geschichte
Erstmals erwähnt wurde das Dorf 1366 im Zuge seines Verkaufs durch Johann von Landstein an die Rosenberger. Die Hälfte des Dorfes überließen die Rosenberger dem Stift Třeboň, das später den gesamten Ort erhielt.

## Sehenswürdigkeiten
- Kapelle am Dorfplatz
- Gehöfte in Volksbauweise